# Porta Susa (métro de Turin)
Porta Susa est une station de la ligne 1 du métro de Turin, située corzo Bolzano. Son inauguration a eu lieu le 9 septembre 2011.